# 佐賀県道45号嬉野山内線
佐賀県道45号嬉野山内線（さがけんどう45ごう うれしのやまうちせん）は、佐賀県嬉野市から武雄市に至る県道（主要地方道）である。

## 概要
嬉野市嬉野町大字下宿丁から武雄市山内町大字宮野に至る。
武雄市山内町大字三間坂から終点までは佐世保線と併走。この区間はかつての国道35号に相当する。全般的に交通量は少ない。かつての国道35号の区間は空き店舗が多く閑散としている。また、小越交差点から嬉野方面に向かう際には速度が出やすく、カーブの先の道路沿いに住宅が点在している箇所があるため走行には注意が必要である。

### 路線データ
- 起点：佐賀県嬉野市嬉野町大字下宿丁（長崎県道・佐賀県道1号佐世保嬉野線交点）
- 終点：佐賀県武雄市山内町大字宮野（山内町狩立交差点、国道35号交点）

## 歴史
- 1993年（平成5年）5月11日 - 建設省から、県道嬉野山内線が嬉野山内線として主要地方道に指定される[1]。
- 2021年（令和3年）4月1日 - 佐賀県告示第122号により、小越交差点 - 武雄市山内町大字三間坂の茅場踏切付近の経路が変更され、小越交差点 - 武雄市山内町大字三間坂で国道35号と重複して茅場踏切付近で長崎県道・佐賀県道104号波佐見山内線と合流する経路に変更される[2]。

## 路線状況

### 重複区間
- 佐賀県道・長崎県道102号塩田波佐見線（武雄市西川登町大字神六 地内）
- 国道35号（武雄市山内町大字鳥海・小越交差点 - 武雄市山内町大字三間坂）
- 長崎県道・佐賀県道104号波佐見山内線（武雄市山内町大字三間坂 地内）

### 道路施設

#### 橋梁
- 弓野橋（六角川、武雄市）

## 地理

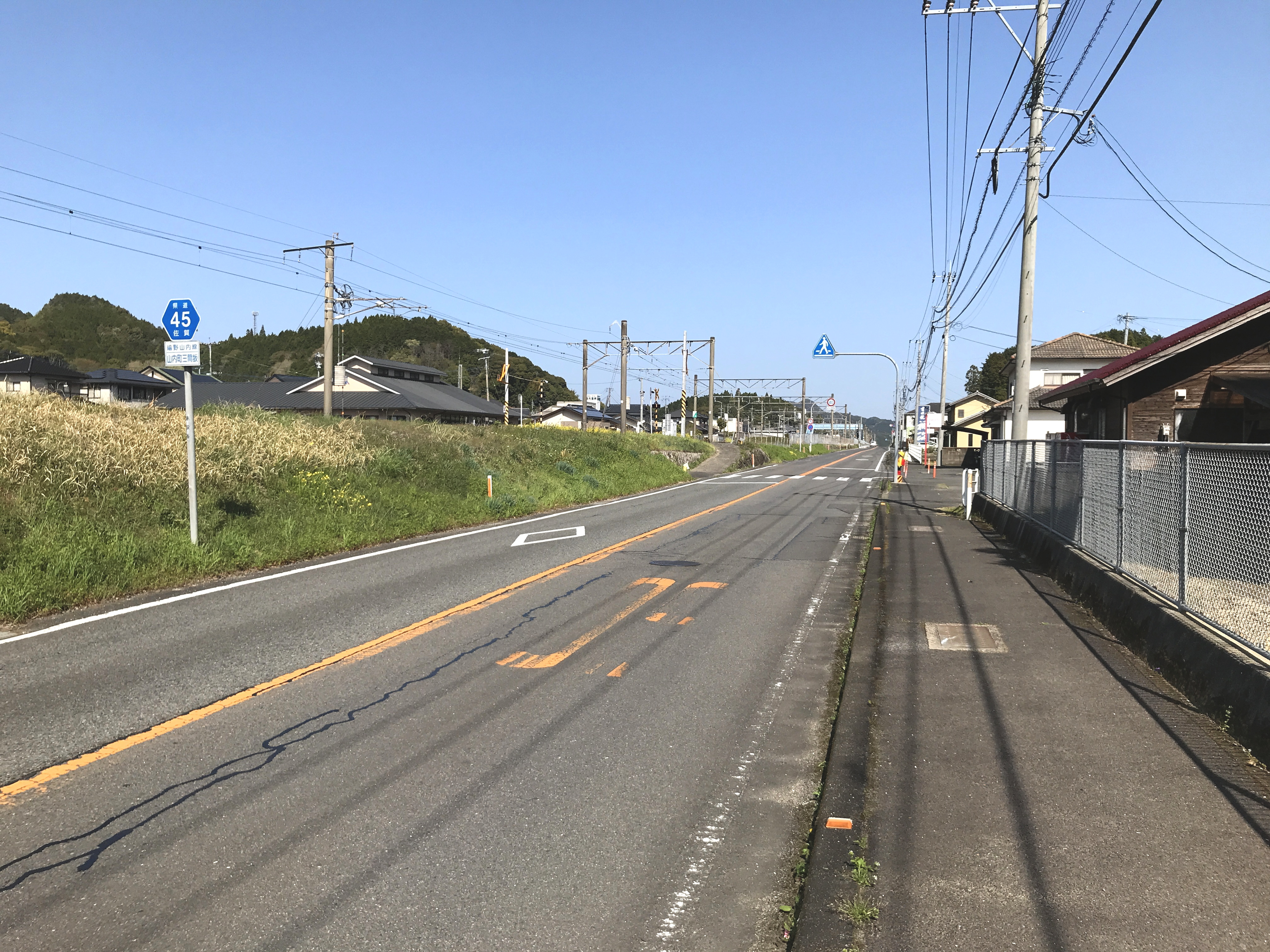
武雄市山内町 三間坂駅の西から武雄方面

### 通過する自治体
- 嬉野市
- 武雄市

### 交差する道路
| 交差する道路                                                            | 市町村名 | 交差する場所     | 交差する場所            |
| ----------------------------------------------------------------------- | -------- | ---------------- | ----------------------- |
| 長崎県道・佐賀県道1号佐世保嬉野線                                       | 嬉野市   | 嬉野町大字下宿丁 | 起点                    |
| 佐賀県道・長崎県道102号塩田波佐見線 重複区間起点                        | 武雄市   | 西川登町大字神六 |                         |
| 佐賀県道・長崎県道102号塩田波佐見線 重複区間終点                        | 武雄市   | 西川登町大字神六 |                         |
| 国道35号 重複区間起点                                                   | 武雄市   | 山内町大字鳥海   | 小越交差点              |
| 国道35号 重複区間終点                                                   | 武雄市   | 山内町大字三間坂 |                         |
| 佐賀県道38号相知山内線 長崎県道・佐賀県道104号波佐見山内線 重複区間起点 | 武雄市   | 山内町大字三間坂 |                         |
| 長崎県道・佐賀県道104号波佐見山内線 重複区間終点                        | 武雄市   | 山内町大字三間坂 |                         |
| 佐賀県道26号伊万里山内線                                                | 武雄市   | 山内町大字三間坂 | [ 注釈 1 ]              |
| 国道35号                                                                | 武雄市   | 山内町大字宮野   | 山内町狩立交差点 / 終点 |

### 沿線
- E34 長崎自動車道 7 嬉野IC（起点付近）
- 武雄嬉野メルヘン村
- JR九州佐世保線 三間坂駅